# Ercé-près-Liffré
Ercé-près-Liffré is een gemeente in het Franse departement Ille-et-Vilaine (regio Bretagne). De plaats maakt deel uit van het arrondissement Rennes. Ercé-près-Liffré telde op 1 januari 2022 2.010 inwoners.

## Geografie
De oppervlakte van Ercé-près-Liffré bedroeg op 1 januari 2022 15,78 vierkante kilometer; de bevolkingsdichtheid was toen 127,4 inwoners per km².

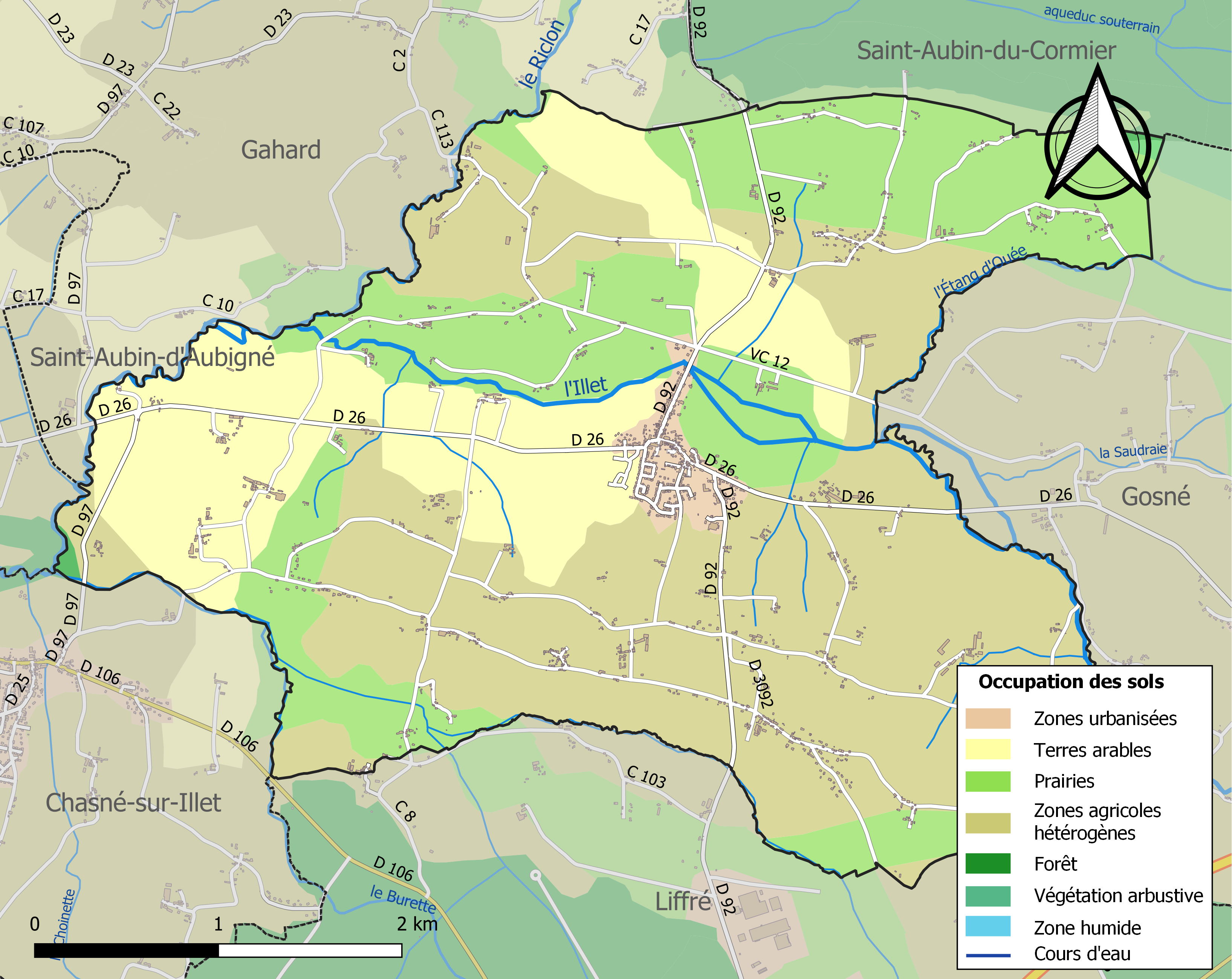
Kaart van de gemeente met belangrijkste infrastructuur, bodemgebruik en omliggende gemeenten

## Demografie
Onderstaande figuur toont het verloop van het inwonertal (bron: INSEE-tellingen).